# Wahlkreis Glasgow East
| Glasgow East       |
| ------------------ |
| Glasgow East       |
| Gebildet           |
| 2005               |
| Abgeordneter       |
| David Linden (SNP) |
| Regionen           |
| Glasgow            |

Glasgow East ist ein Wahlkreis für das Britische Unterhaus. Er wurde 2005 geschaffen und deckt die östlichen Gebiete der Council Area Glasgow ab. Der Wahlkreis entsendet einen Abgeordneten.
Vor den Unterhauswahlen 2005 deckten zehn Wahlkreise die Council Area Glasgow ab, reichten jedoch auch über die Grenzen Glasgows hinaus. 2005 wurde die Wahlkreisstruktur überarbeitet und Glasgow in sieben Wahlkreise untergliedert, welche nun jedoch ausschließlich innerhalb der Grenzen der Council Area liegen und diese vollständig abdecken. In diesem Zuge wurde Glasgow East eingeführt.

## Wahlergebnisse

### Unterhauswahlen 2005
| Ergebnisse der Unterhauswahlen 2005 | Ergebnisse der Unterhauswahlen 2005 | Ergebnisse der Unterhauswahlen 2005 | Ergebnisse der Unterhauswahlen 2005 |
| Partei                              | Kandidat                            | Stimmen                             | %                                   |
| ----------------------------------- | ----------------------------------- | ----------------------------------- | ----------------------------------- |
| Labour                              | David Marshall                      | 18.775                              | 60,7                                |
| SNP                                 | Lachlan McNeill                     | 5268                                | 17,0                                |
| Liberal Democrats                   | David Jackson                       | 3665                                | 11,9                                |
| Conservative                        | Carl Thomson                        | 2135                                | 6,9                                 |
| Socialist                           | George Savage                       | 1096                                | 3,5                                 |

### Nachwahlen 2008
Nachdem David Marshall aus gesundheitlichen Gründen zurückgetreten war, wurden im Wahlkreis Glasgow East Nachwahlen erforderlich.
| Ergebnisse der Nachwahlen 2008 | Ergebnisse der Nachwahlen 2008 | Ergebnisse der Nachwahlen 2008 | Ergebnisse der Nachwahlen 2008 | Ergebnisse der Nachwahlen 2008 |
| Partei                         | Kandidat                       | Stimmen                        | %                              | ±                              |
| ------------------------------ | ------------------------------ | ------------------------------ | ------------------------------ | ------------------------------ |
| SNP                            | John Mason                     | 11.277                         | 43,1                           | +26,1                          |
| Labour                         | Margaret Curran                | 10.912                         | 41,7                           | −19,0                          |
| Conservative                   | Davena Rankin                  | 1639                           | 6,3                            | −0,6                           |
| Liberal Democrats              | Ian Robertson                  | 915                            | 3,5                            | −8,4                           |
| Socialist                      | Frances Curran                 | 555                            | 2,1                            | −1,4                           |
| Solidarity                     | Tricia McLeish                 | 512                            | 2,0                            | +2,0                           |
| Green                          | Eileen Duke                    | 232                            | 0,9                            | +0,9                           |
| Parteilos                      | Chris Creighton                | 67                             | 0,3                            | +0,3                           |
| Freedom-4-Choice               | Hamish Howitt                  | 65                             | 0,2                            | +0,2                           |

### Unterhauswahlen 2010
| Ergebnisse der Unterhauswahlen 2010 | Ergebnisse der Unterhauswahlen 2010 | Ergebnisse der Unterhauswahlen 2010 | Ergebnisse der Unterhauswahlen 2010 | Ergebnisse der Unterhauswahlen 2010 |
| Partei                              | Kandidat                            | Stimmen                             | %                                   | ±                                   |
| ----------------------------------- | ----------------------------------- | ----------------------------------- | ----------------------------------- | ----------------------------------- |
| Labour                              | Margaret Curran                     | 19.797                              | 61,6                                | +19,9                               |
| SNP                                 | John Mason                          | 7957                                | 24,7                                | −18,4                               |
| Liberal Democrats                   | Kevin Ward                          | 1617                                | 5,0                                 | +1,5                                |
| Conservative                        | Hamira Khan                         | 1453                                | 4,5                                 | −1,8                                |
| BNP                                 | Joe T. Finnie                       | 677                                 | 2,1                                 | +2,1                                |
| Socialist                           | Frances Curran                      | 454                                 | 1,4                                 | −0,7                                |
| UKIP                                | Arthur Thackeray                    | 209                                 | 0,7                                 | +0,7                                |

### Unterhauswahlen 2015
| Ergebnisse der Unterhauswahlen 2015 | Ergebnisse der Unterhauswahlen 2015 | Ergebnisse der Unterhauswahlen 2015 | Ergebnisse der Unterhauswahlen 2015 | Ergebnisse der Unterhauswahlen 2015 |
| Partei                              | Kandidat                            | Stimmen                             | %                                   | ±                                   |
| ----------------------------------- | ----------------------------------- | ----------------------------------- | ----------------------------------- | ----------------------------------- |
| SNP                                 | Natalie McGarry                     | 24.116                              | 56,9                                | +32,2                               |
| Labour                              | Margaret Curran                     | 13.729                              | 32,4                                | −29,2                               |
| Conservative                        | Andrew Morrison                     | 2544                                | 6,0                                 | +1,5                                |
| UKIP                                | Arthur Thackeray                    | 1105                                | 2,6                                 | +1,9                                |
| Green                               | Kim Long                            | 381                                 | 0,9                                 | +0,9                                |
| Liberal Democrats                   | Gary McLelland                      | 318                                 | 0,7                                 | −4,3                                |
| Socialist                           | Liam Mclaughlan                     | 224                                 | 0,5                                 | −0,9                                |

### Unterhauswahlen 2017
| Ergebnisse der Unterhauswahlen 2017 | Ergebnisse der Unterhauswahlen 2017 | Ergebnisse der Unterhauswahlen 2017 | Ergebnisse der Unterhauswahlen 2017 | Ergebnisse der Unterhauswahlen 2017 |
| Partei                              | Kandidat                            | Stimmen                             | %                                   | ±                                   |
| ----------------------------------- | ----------------------------------- | ----------------------------------- | ----------------------------------- | ----------------------------------- |
| SNP                                 | David Linden                        | 14.024                              | 38,8                                | −18,1                               |
| Labour                              | Kate Watson                         | 13.949                              | 38,6                                | +6,2                                |
| Conservative                        | Thomas Kerr                         | 6816                                | 18,8                                | +12,8                               |
| Liberal Democrats                   | Matthew Clark                       | 576                                 | 1,6                                 | +0,9                                |
| UKIP                                | John Ferguson                       | 504                                 | 1,4                                 | −1,2                                |
| Parteilos                           | Karin Finegan                       | 158                                 | 0,4                                 | +0,4                                |
| SDP                                 | Steven Marshall                     | 148                                 | 0,4                                 | +0,4                                |

### Unterhauswahlen 2019
| Ergebnisse der Unterhauswahlen 2019 | Ergebnisse der Unterhauswahlen 2019 | Ergebnisse der Unterhauswahlen 2019 | Ergebnisse der Unterhauswahlen 2019 | Ergebnisse der Unterhauswahlen 2019 |
| Partei                              | Kandidat                            | Stimmen                             | %                                   | ±                                   |
| ----------------------------------- | ----------------------------------- | ----------------------------------- | ----------------------------------- | ----------------------------------- |
| SNP                                 | David Linden                        | 18.357                              | 47,7                                | +8,9                                |
| Labour                              | Kate Watson                         | 12.791                              | 33,2                                | −5,4                                |
| Conservative                        | Thomas Kerr                         | 5709                                | 14,8                                | −4,0                                |
| Liberal Democrats                   | James Harrison                      | 1626                                | 4,2                                 | +2,6                                |